# Grzegorz Króliczak
Grzegorz Króliczak (ur. 28 lipca 1970) – polski filozof i neurokognitywista, profesor nauk społecznych, zatrudniony w Uniwersytecie im. Adama Mickiewicza w Poznaniu. Kieruje Laboratorium Badania Działań i Poznania w Instytucie Psychologii UAM.

## Życiorys
Pochodzi z Dobieżyna, z rodziny o tradycjach artystycznych. Stopień doktora otrzymał w 2001 r. na Uniwersytecie im. Adama Mickiewicza w Poznaniu po obronie rozprawy Percepcja iluzyjna a percepcja normalna. Studium kognitywno-filozoficzne.
W 1995-96 r. stypendysta na University of Oxford, gdzie dokształcał się w zakresie filozofii, psychologii i kognitywistyki. W latach 1999–2005 studiował neuronaukę na University of Western Ontario w Kanadzie, gdzie uzyskał ponownie stopień doktora. Pracę naukową kontynuował w ramach stażu podoktorskiego w tej samej instytucji, a także w latach 2006-2010 na University of Oregon. W 2010 powrócił do Polski i odtąd pracuje w Instytucie Psychologii Uniwersytetu im. Adama Mickiewicza w Poznaniu. W 2011 otrzymał stopień doktora habilitowanego (rozprawa: Podłoże neuronalne rzeczywistych i symulowanych czynności manualnych), a w 2012 objął stanowisko profesora nadzwyczajnego w Instytucie Psychologii UAM.
W 2019 uzyskał tytuł profesora nauk społecznych.

## Dorobek naukowy
Grzegorz Króliczak w pracy naukowej zajmuje się podłożem neuronalnym prostych czynności ruchowych i gestów.
Autor licznych publikacji naukowych w pismach branżowych, m.in. z Melvynem A. Goodalem. Jest autorem polskiego tłumaczenia książki A. Davida Milnera i Melvyna A. Goodale'a The Visual Brain in Action ("Mózg wzrokowy w działaniu"). Wyniki jego badań są omawiane w podręczniku do psychologii poznawczej (Eysenck, M. W., & Keane, M. T. (2010). Cognitive Psychology) wykorzystywanym na całym świecie.
Beneficjent jednego z największych grantów Narodowego Centrum Nauki w celu realizacji projektu Zdolności manualne, ręczność i organizacja języka w mózgu. Związki między planowaniem użycia narzędzi, gestów i pojęć.